# Îles Belcher
Pour les articles homonymes, voir Belcher.
Les îles Belcher (en inuktitut : Qikirtait) sont un archipel de la baie d'Hudson, au Canada. Les îles sont administrativement rattachées à la région de Qikiqtaaluk du territoire du Nunavut. La majorité de la population de l'archipel habite le village de Sanikiluaq, sur l'île Flaherty. Parmi les 1 500 îles et îlots de l'archipel, on retrouve également l'Île Kugong (en), l'île Tukarak (en), Radar Island et l'île Innetalling (en).

## Toponymie
L'archipel est nommé en l'honneur de l'amiral britannique Edward Belcher.

## Géographie

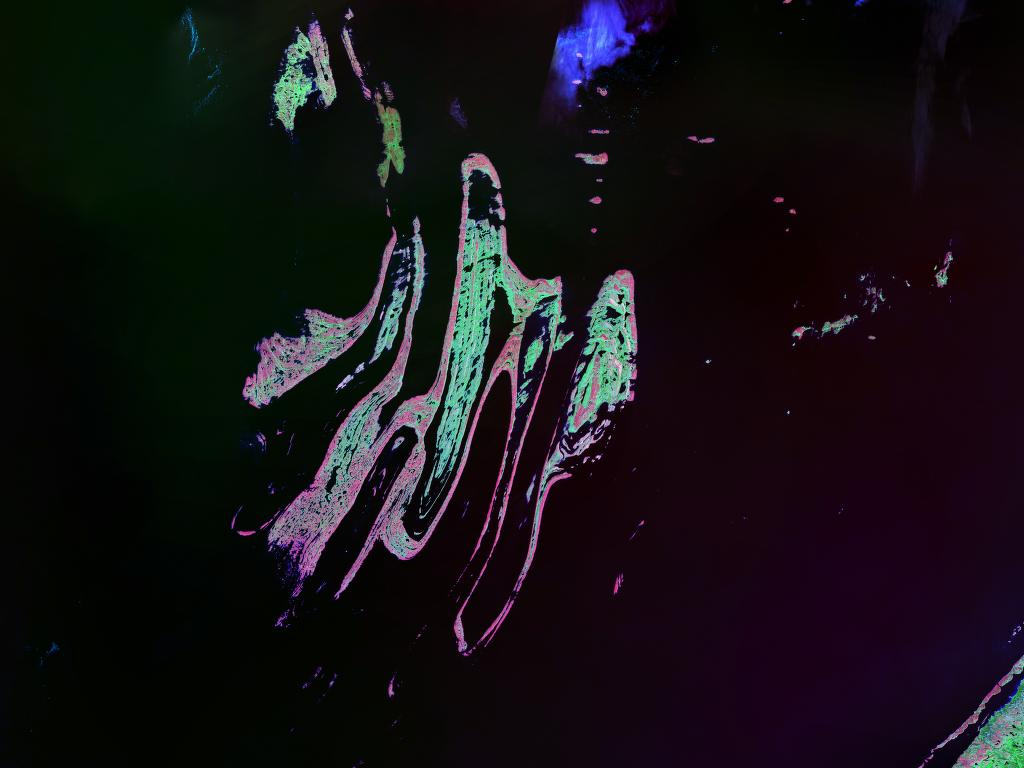
Image satellite de l'archipel

Cet archipel a une superficie de 2 896 km2, une superficie supérieure à celle du Luxembourg.

## Histoire
Différents sites archéologiques ont révélé des traces de la culture de Dorset et de la culture de Thulé, ce qui confirme que l'archipel est fréquenté depuis plusieurs siècles. Henry Hudson repère les îles en 1610. Dans les années 1840, Thomas Wiegand, un employé de la Compagnie de la Baie d'Hudson, y mène une expédition. En 1915, le cinéaste Robert Flaherty y séjourne. Durant les années 1920, les îles sont arpentées par le ministère de l'Intérieur. Peu de temps après, la Compagnie de la Baie d'Hudson ouvre un poste de traite. Ce dernier sera en fonction jusque dans les années 1950, avec quelques interruptions.
En 1941, neuf personnes perdirent la vie lors d'un élan de fanatisme religieux mené par trois résidents, Charley Ouyérack, Peter Sala et sa sœur Mina,.
Dans les années 1960, deux camps sont créés, au sud et au nord de l'île Flaherty. Le camp nord deviendra Sanikiluaq en 1976.